# Čachtice
Čachtice este o comună slovacă, aflată în districtul Nové Mesto nad Váhom din regiunea Trenčín. Localitatea se află la altitudinea de 203 m deasupra n.m., se întinde pe o suprafață de 32,56 km2 și în 2017 număra 3.939 de locuitori.

## Istoric
Localitatea Čachtice este atestată documentar din 1248.

## Demografie
| An:                | 1994 | 2004   | 2014    | 2024    |
| ------------------ | ---- | ------ | ------- | ------- |
| Număr de persoane: | 3577 | 3626   | 4010    | 3605    |
| Diferență:         |      | +1,36% | +10,59% | −10,09% |

| An:                | 2023 | 2024   |
| ------------------ | ---- | ------ |
| Număr de persoane: | 3620 | 3605   |
| Diferență:         |      | −0,41% |